# 大原駅 (岡山県)
大原駅（おおはらえき）は、岡山県美作市古町にある、智頭急行智頭線の駅である。

## 歴史
- 1994年（平成6年）12月3日：智頭線開業と同時に設置[1][2]。
- 2009年（平成21年）
  - 8月10日：台風9号の影響による大雨の被害により上郡駅 - 当駅間が不通となり、特急列車および上郡方面の列車が運休となる。
  - 8月12日：「スーパーはくと」が平福駅 - 当駅間の代行バス輸送を介し運転再開。「スーパーいなば」は引き続き運休。
  - 8月29日：智頭線が全面的に運転再開。
- 2018年（平成30年）12月3日：窓口で交通系ICカード（PiTaPaを除く）・電子マネー（楽天Edy、nanaco、WAON、iD、QUICPay）・クレジットカード・デビットカードの取り扱いを開始[3]。

## 駅構造
単式・島式2面3線のホームを持ち列車交換が可能な、盛土式の高架駅になっている。盛土の西側に駅舎があり、出札窓口も設置されているが、ホームへは駅舎を介さずに出入する事が可能。そのため、普通列車の乗降の扱いは無人駅と同様に、乗車時には整理券を発行し、降車時は乗車券・運賃を車内の料金箱へ投入する。特急列車の場合には、出口付近に備え付けてある乗車券投入箱に乗車券・特急券を投入する。
当駅には普通列車用の車両を管理する大原車両基地がある。智頭急行の岡山県区間で唯一の特急停車駅であり、京阪神と鳥取を結ぶ「スーパーはくと」、県庁所在地の岡山市と鳥取を結ぶ「スーパーいなば」も停車する。なお、鳥取大学の2次試験実施日に運転される「ビクトリーはくと」も当駅に停車する。
窓口営業時間は他の有人駅と比べると短く、早朝だけでなく、夕方の早い段階から無人になる。
窓口での切符の購入には、現金のほかに交通系ICカード（PiTaPaを除く）・電子マネー（楽天Edy、nanaco、WAON、iD、QUICPay）・クレジットカード・デビットカードが利用できる。しかし、智頭線はIC乗車カードでの乗車に対応していないため、ICOCAなどの交通系ICカードを乗車券として利用することはできない。

### のりば
| 番線    | 路線    | 方向 | 行先                       |
| ------- | ------- | ---- | -------------------------- |
| 1・2・3 | ■智頭線 | 下り | 智頭・鳥取・倉吉方面       |
| 1・2・3 | ■智頭線 | 上り | 上郡・大阪・京都・岡山方面 |

付記事項
- 2番線を上下本線、1・3番線を上下副本線とした一線スルーとなっている。1・2番線のホームが島式である。当駅始発・終着の列車が多く、運転扱いが複雑なため発着ホームは一定していないが、特急は2番線（智頭方面の一部は3番線）からの発車となっている。なお、1番線は有効長が短いため普通列車しか停車できず、大原車両基地への入出庫にも対応していない。
- 鳥取駅まで直通するワンマン列車が1日に2往復だけ設定されている。
- 夜間滞泊の設定がある。

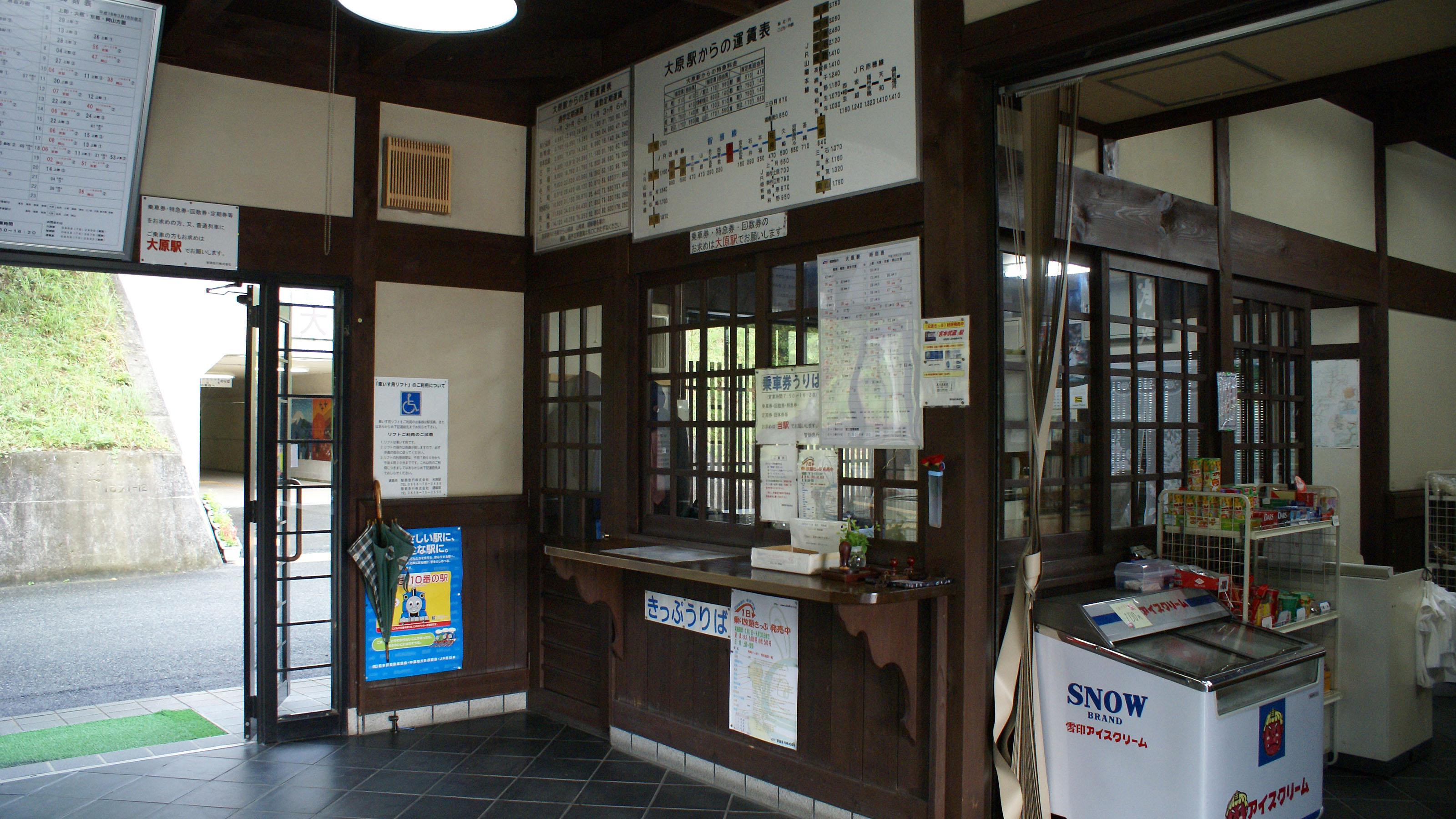
待合所の切符売り場
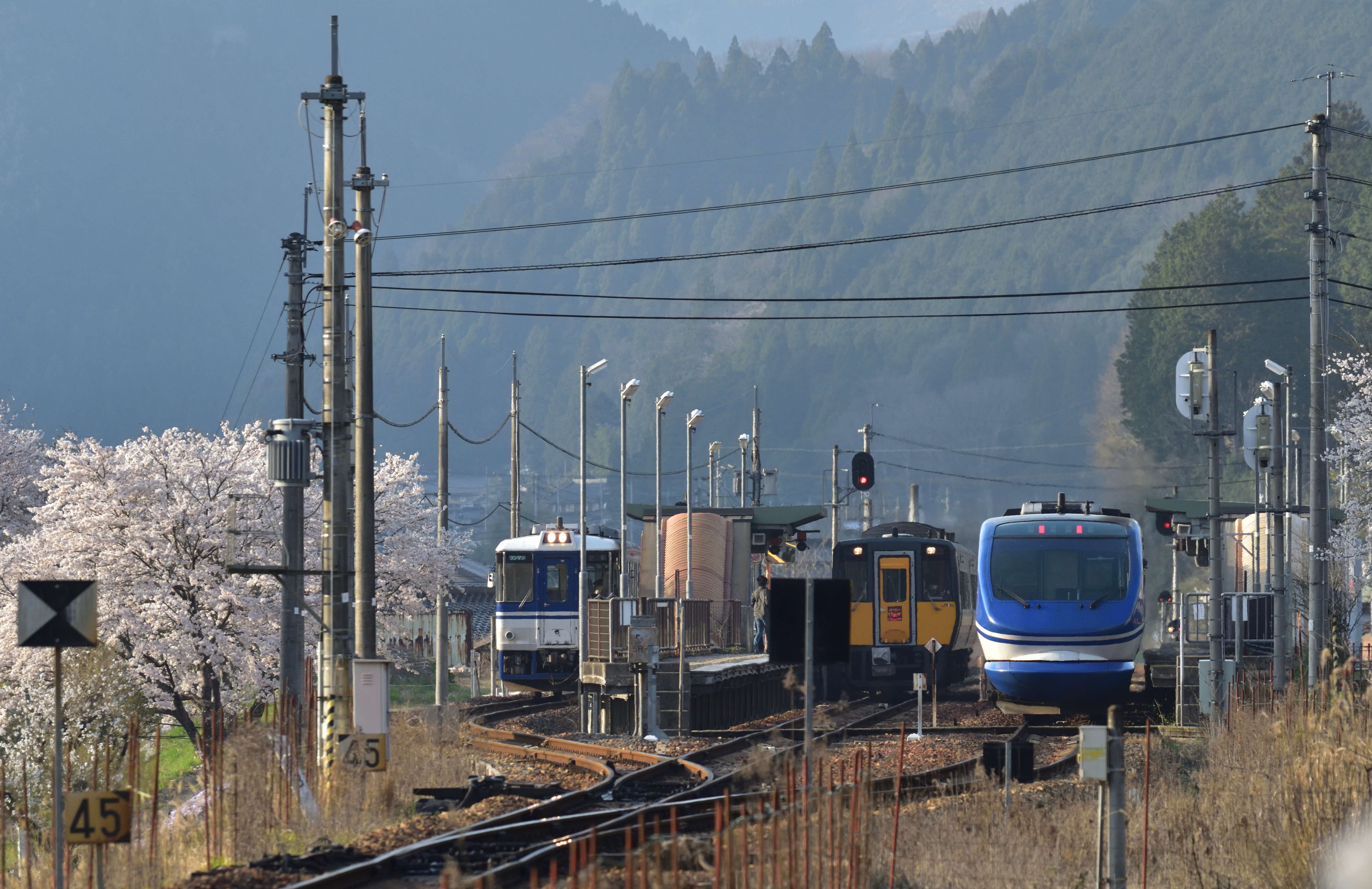
構内（2022年）

## 利用状況
| 1日乗降人員推移 | 1日乗降人員推移 |
| 年度            | 1日平均人数     |
| --------------- | --------------- |
| 2018年          | 92              |

## 駅周辺
- 大原宿 - 岡山県指定町並保存地区
- 美作市役所大原総合支所
- 大原郵便局
- 美作市立大原中学校
- 美作市立大原小学校
- 国道373号
- 国道429号
- 岡山県道5号作東大原線

## バス路線
「大原駅」停留所にて、以下の路線が発着する。
- 美作共同バス
  - 勝間田駅 ※真加部経由便は土曜・休日運休
  - 大原中学校前 ※土曜・休日運休
  - 後山 ※土曜・休日運休

## 隣の駅
智頭急行
■智頭線
- 特急「スーパーはくと」「スーパーいなば」停車駅

■普通
宮本武蔵駅 - 大原駅 - 西粟倉駅